# Theodor Reik
Theodor Reik, né à Vienne le 12 mai 1888 et mort à New York le 31 décembre 1969, est un psychanalyste austro-américain.

## Parcours et formation
Il est issu d'une famille d'origine juive hongroise installée à Vienne, où il fait des études de psychologie, de lettres et de philosophie. Il consacre sa thèse doctorale à l'ouvrage de Gustave Flaubert, La Tentation de saint Antoine (1912), thèse qui est « l'une des premières thèses d'inspiration psychanalytique ». Il rencontre Sigmund Freud en 1910, et est accepté en 1912 comme membre de la Société psychanalytique de Vienne. Il fait une analyse avec Karl Abraham, à Berlin (1912-1914) et devient l'un des premiers analystes non-médecins.
Il fonda avec d'autres collègues une association particulièrement destinée aux psychanalystes-psychologues, la « National Psychological Association for Psychoanalysis », qui accueillait aussi des non médecins.
Il a fait part de son expérience sensible de psychanalyste dans un livre intitulé La Troisième oreille (1948).

## Orientations des recherches
Theodor Reik, connu pour avoir été défendu par Freud en 1926 (La question de l'analyse profane) comme analyste « laïc » c'est-à-dire non médecin, fut par ailleurs l'un des premiers psychanalystes à appliquer la psychanalyse à d'autres domaines que celui de la cure proprement dite: il appliqua la psychanalyse notamment à la littérature, à la religion, et en criminologie, ainsi que le rappelle la plaque commémorative de Theodor Reik, « Avec Freud à Berlin ».

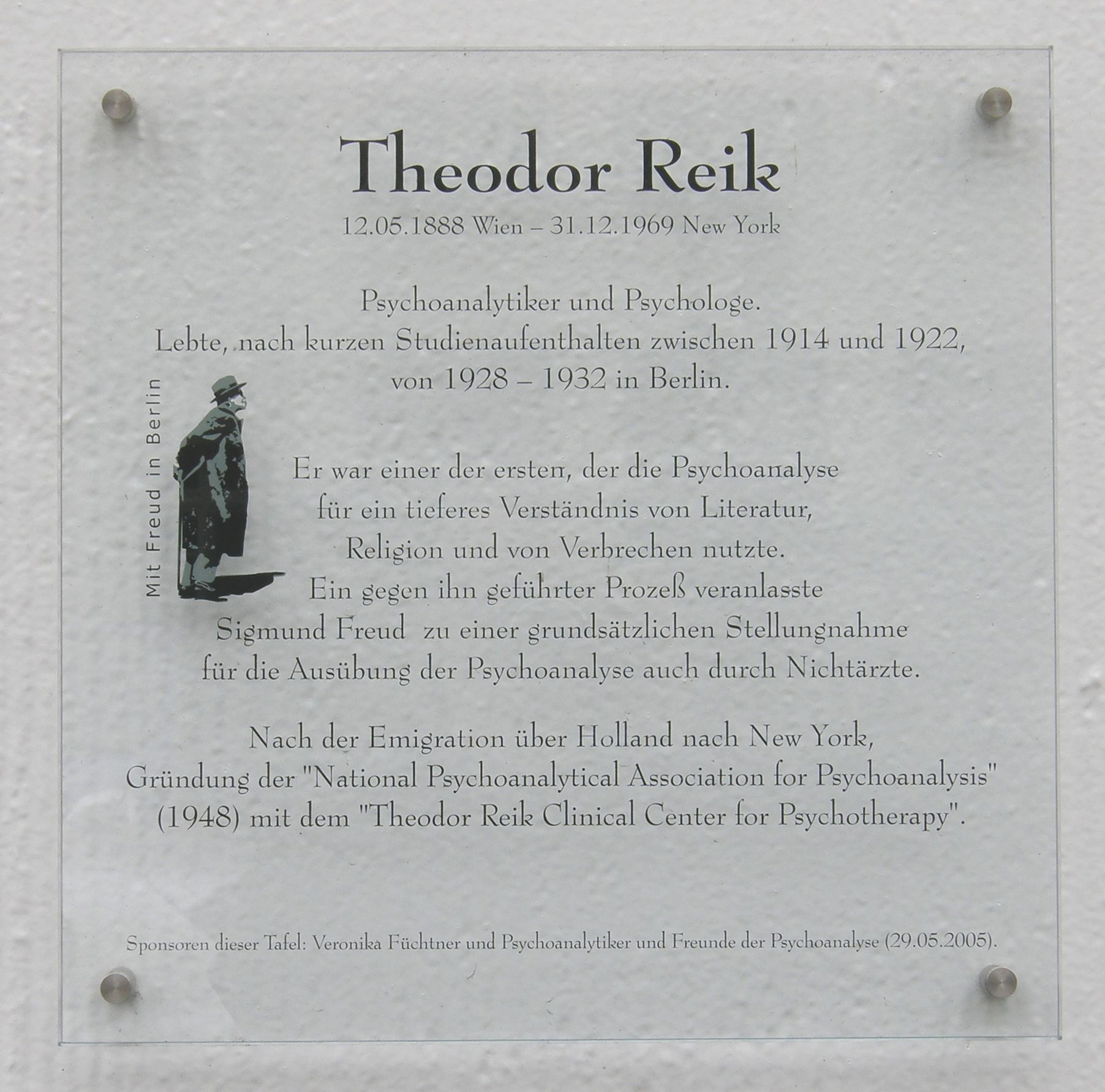
Plaque commémorative, Berlin

### La question de l'analyse profane
Il est durant dix ans secrétaire de la Société psychanalytique de Vienne, à la suite de la démission d'Otto Rank, mais, en 1925, il est poursuivi pour pratique illégale de la médecine. C'est dans ce contexte que Freud prend son parti et écrit son livre La question de l'analyse profane. Reik décide alors de s'installer en Allemagne, en 1928, où il exerce la psychanalyse et enseigne à l'Institut psychanalytique de Berlin (1928-1934). Il fuit le nazisme en rejoignant les Pays-Bas en 1934, mais il est à nouveau contraint de fuir, du fait des événements politiques et de la montée de l'antisémitisme. Il s'installe alors définitivement aux États-Unis, dont il devient citoyen en 1944, mais se voit refuser la possibilité d'être membre à part entière de la Société psychanalytique de New York, car il n'est pas médecin.

### Psychanalyse appliquée
Les travaux de Theodor Reik en psychanalyse appliquée touchent à plusieurs domaines, notamment la religion, la littérature ou la criminologie, qui peuvent se recouper.
Son article sur La couvade (1914), re-publié dans l'ouvrage Le Rituel (1974), fait partie de ses travaux de psychanalyse appliquée à la religion.
Reik s'est beaucoup intéressé aux poètes et écrivains de son temps : l'un de ses premiers livres, en 1913, porte sur Arthur Schnitzler : en effet, plusieurs des thèmes abordés par cet écrivain l'inspirent, et peuvent même annoncer ses futurs travaux comme son ouvrage  sur la compulsion d'aveu de 1925. 
Il est également sensible à la musique (The Haunting Melody: Psychoanalytic Experiences in Life and Music, 1953).

### L'étrange et l'effroi: sur la névrose traumatique
Durant la Première Guerre mondiale, Reik est mobilisé et fait face à l’insupportable. Il contribue à l’article de Freud, paru en 1919, « L’Inquiétant », terme par lequel est désignée une nuance de l’effroyable. Plus tard, dans un texte sur l’effroi, écrit en 1924 et publié en 1929, Reik lie entre eux les aspects, jusque-là disséminés dans l’œuvre de Freud, qui concernent la névrose traumatique. En 1935, il fait paraître une contribution, il conceptualise le thème de l’effroi. Dans ce même texte, Reik revient sur le fameux rêve de la guillotine d'Alfred Maury, commenté ensuite par Freud, en l'articulant avec l'effroi et la névrose traumatique.

### Travaux sur le masochisme
Dans son ouvrage Masochism in Modern Man (1941), publié en France sous l'intitulé Le Masochisme (1953), il explique que les patients qui se provoquent des lésions agissent de la sorte pour démontrer leur force émotionnelle, induire les autres à se sentir coupables et pour obtenir une sensation de « victoire à travers la défaite ».[réf. nécessaire]

## Ouvrages
- Flaubert und seine Versuchung des heiligen Antonius (« Flaubert et sa tentation de Saint-Antoine »), 1912.
- Arthur Schnitzler psychologue (Arthur Schnitzler als Psycholog, 1913), éd. Circe,  (ISBN 2-84242-168-X).
- Das Werk Richard Beer-Hoffmanns (« L'œuvre de Richard Beer-Hofmann »), Wien, Berlin, 1919.
- Le rituel. Psychanalyse des rites religieux (Probleme der Religionspsychologie I. Teil: Das Ritual, 1919), trad. M-F Demert, Paris, Denoël, 1974, Préf. S. Freud,  (ISBN 2207220826)
- Le besoin d'avouer (Recueil de plusieurs essais sur ce thème dont Geständniszwang und Strafbedürfnis: Probleme der Psychoanalyse und der Kriminologie , 1925), Paris, Payot no 325, 1997,  (ISBN 2-228-89104-5)
- Der Schrecken und andere psychoanalytische Studien (« La frayeur [ou: L'effroi] et autres écrits psychanalytiques »), Wien, Internationaler Psychoanalytischer Verlag, 1929
- Le psychologue surpris (Der überraschte Psychologe: über Erraten u. Verstehen unbewusster Vorgänge, 1935), Paris, Denoël, 2001,  (ISBN 2-207-25206-X)
- Trente ans avec Freud (From Thirty Years with Freud, 1940), Paris, Les Introuvables,  (ISBN 978-2845752207)
- Le Masochisme (Masochism in Modern Man, 1941), Paris Payot, 1953 (rééd. 2000),  (ISBN 2-228-89359-5)
- Écouter avec la troisième oreille : l'expérience intérieure d'un psychanalyste (Listening with the Third Ear. The Inner Experience of a Psychoanalyst, 1948), Préface de Jacques Sédat, Paris, Bibliothèque des Introuvables,  (ISBN 2-84575-053-6)
- Fragments d'une grande confession (Fragment of a Great Confession, 1949), Paris, Denoël, 1973,  (ISBN 2-207-21975-5)
- Variations psychanalytiques sur un thème de Gustav Mahler (The Haunting Melody: Psychoanalytic Experiences in Life and Music, 1953), Paris, Denoël, 1973,  (ISBN 2-207-21879-1)
  - Écrits sur la musique, extrait de Haunting melody, psychoanalytic experiences in life and music', Traducteur : Claude Rousseau-Davenet, Préface de Jacqueline Rousseau-Dujardin, Paris, Les Belles Lettres, 1984
- Mythe et culpabilité (Myth and Guilt, 1957), 1979
- La création de la femme (The Creation of Woman, 1960), Paris, Complexe, 1975,  (ISBN 2-87027-236-7)